# Orlando Colón
Orlando Colón (24 de marzo de 1982) es un luchador profesional puertorriqueño conocido por ser el sobrino de Carlos Colón y primo de Edwin y Carlos Colón, Jr.. Colón trabajó en la World Wrestling Council (WWC) bajo su nombre real, en la Florida Championship Wrestling (FCW) bajo el nombre de Tito Colón, Dos Equis y Epico.
Colón es una vez campeón mundial al ser Campeonato Universal Pesado de la WWC. También ha ganado el Campeonato Peso Pesado de Puerto Rico de la WWC en cinco ocasiones, dos veces el Campeonato en Parejas de Florida de la FCW junto a Hunico y una vez el Campeonato en Parejas de la WWE junto a Primo.

## Carrera
Orlando Colón comenzó su carrera en 2005 en el circuito independiente de los EE. UU. participando en compañías como Hybrid Pro Wrestling y Price of Glory Wrestling. En 2006 regresa a Puerto Rico e ingresa la World Wrestling Council bajo la máscara de Fire Blaze. Como Fire Blaze obtuvo e Campeonato de Puerto Rico en 2 ocasiones ante Alex Montalvo y Barrabas JR. En Aniversario 2007 pierde su máscara ante el Bronco #1. Luego de varios meses de ausencia debido a una lesión hace su regreso a WWC en 2009 como La Pesadilla, un luchador enmascarado, a la vez que luchaba como Orlando Colón. Luego de meses acechando a Ray González como La Pesadilla, se enfrentan en una lucha de máscara contra cabellera con Felix "Tito Trinidad como árbitro especial, siendo Ray González el vencedor desenmascarando a La Pesadilla resultando ser Orlando Colon. De esta Orlando entra al bando rudo y se corona campeón de Puerto Rico en septiembre Negro al derrotar a Shane. 

### World Wrestling Entertainment / WWE (2010-2020)

#### Florida Championship Wrestling (2010-2011)
Colón firmó un contrato de desarrollo con la World Wrestling Entertainment (WWE), luchando en su territorio de desarrollo, en la Florida Championship Wrestling (FCW). Al llegar, se le dio el nombre de Tito Nieves, más tarde cambiado a Tito Colon. Sin embargo, empezó a luchar enmascarado y como face bajo el nombre de Dos Equis, haciendo pareja con Hunico. Ambos derrotaron a The Usos (Jimmy y Jey) el 3 de junio de 2010, ganando el Campeonato en Parejas de Florida de la FCW. Durante su reinado, cambió su nombre a Epico. Sin embargo, el 14 de julio del 2010 en la FCW fueron derrotados por Michael McGillicutty & Kaval perdiendo los campeonatos, los cuales ganaron a día siguiente.

#### 2011-2012
Debutó sin máscara en Smackdown como heel el 1 de noviembre de 2011 contra Sin Cara. Durante la lucha entró Hunico y ambos atacaron a Sin Cara ganando este por descalificación. Tras esto, fue transferido a RAW y empezó a competir junto a Primo con Rosa Mendes como su mánager, empezando un feudo con Air Boom (Kofi Kingston & Evan Bourne) por los Campeonatos en Parejas de la WWE. En TLC fueron derrotados en una lucha titular. Sin embargo, el 15 de enero, en un House show, derrotaron a Air Boom, ganando el campeonato. Posteriormente participó en el Royal Rumble, entrando en número 10, siendo eliminado por Mick Foley. El 27 de febrero el y Primo retuvieron sus campeonatos en un combate en parejas triple ante Dolph Ziggler & Jack Swagger & Kofi Kingston y R-Truth, después de la lucha fue atacado por Kane. En el dark match de WrestleMania XXVIII, volvieron a retenerlo en combate contra The Usos y Justin Gabriel & Tyson Kidd.

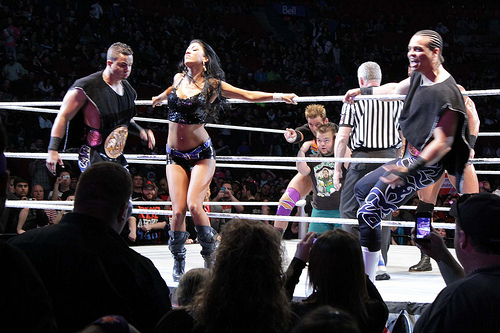
Primo & Epico como los Campeones en Pareja de la WWE siendo acompañados por Rosa Mendes.

 Sin embargo, empezaron a quejarse por la poca importancia que les daban dentro de la empresa, por lo que el Agente de Talentos Abraham Washington les ofreció sus servicios de gestión, señalando que los Campeones en Pareja habían sido tratados igual que un chiste, quedando fuera de WrestleMania y Extreme Rules. El 30 de abril en RAW perdieron el y Primo los Campeonatos en Parejas de la WWE ante Kofi Kingston y R-Truth. En No Way Out lucho junto con Primo en un Fatal 4-Way por una oportunidad de pelear por ser aspirantes al título en parejas de la WWE, pero no lograron ganar después del combate Abraham Washington les traicionó aliándose con Titus O'Neil y Darren Young y cambiando a Face. Esto les llevó a un combate en Money in the Bank, donde derrotaron a The Prime Time Players. En septiembre, Epico, Primo y Rosa Mendes volvieron a heel en sus combates con Rey Mysterio y Sin Cara. En Night Of Champions participó en un Battle Royal en donde el ganador sería el contendiente #1 al Campeonato de los Estados Unidos, sin embargo fue eliminado. En Survivor Series formó equipo con Primo, Tensai, Titus O´Neil y Darren Young siendo derrotados por el equipo de Rey Mysterio, Sin Cara, Tyson Kidd, Justin Gabriel y Brodus Clay. En diciembre Rosa Mendes, Epico y Primo comenzaron un feudo con Horswoggle, The Great Khali y Natalya.

#### 2013-2014

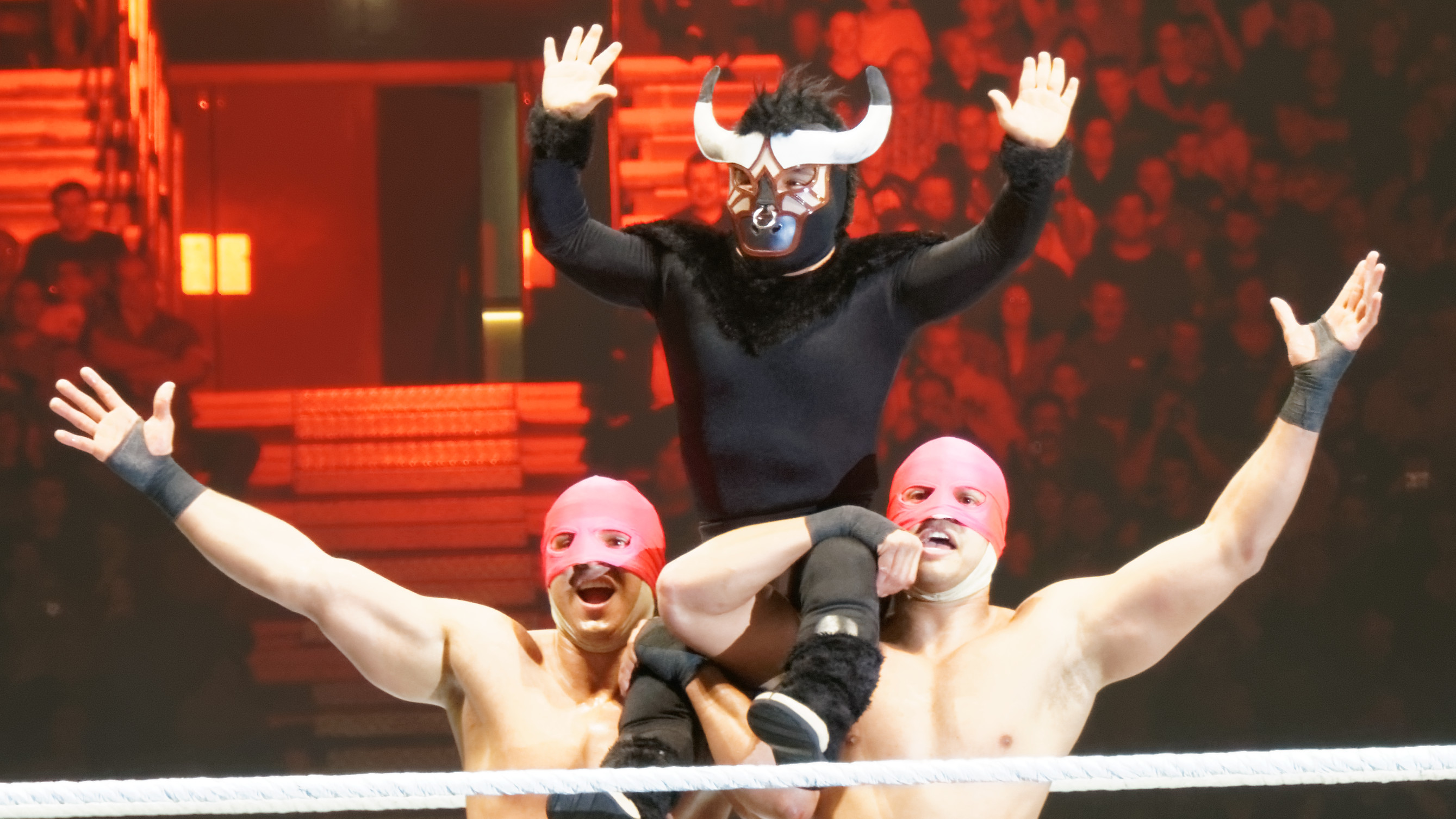
en 2013, Primo & Epico en su debut con El Torito como Los Matadores.

En 2013 sufrieron varias derrotas en parejas, más que nada en su feudo con The Great Khali, Horswoggle y Natalya, con quien tuvieron varios combates mixtos junto a Rosa Mendes, y un handicap match el 5 abril contra Ryback. Después de una larga ausencia, el 19 de agosto salió una promo mostrando un nuevo gimnick parecido al del Genérico, un torero español y renombrando su equipo como Los Matadores cambiando su nombre a Fernando. El 30 de septiembre, hizo su debut como face junto con Diego y teniendo a El Torito como mascota, vencieron a 3MB. Tras esto en octubre continuaron su feudo con 3MB, teniendo varios combates semanales tanto en Raw como en Smackdown, derrotándoles la mayoría de las veces. En Hell in a Cell Los Matadores derrotaron a The Real American's (Jack Swagger y Antonio Cesaro). 
El 5 de marzo en Main Event, lucharon contra The Usos por los Campeonatos por Parejas, pero fueron derrotados. El 5 de abril abril en el WWE Hall of Fame hizo una presentación especial como Epico junto a Primo y Carlito para inducir a su padre Carlos Colón al Hall Of Fame 2014. En WrestleMania 30 tuvieron un combate por el Campeonato de Parejas contra The Usos, Jack Swagger & Cesaro y Ryback & Curtis Axel, pero no lograron ganar. A mediados de abril su feudo con 3MB y su nuevo compañero Hornswoggle volvió a resurgir. El 23 de junio en WWE.com se informó que Fernando fue lesionado en un evento en vivo. Fernando volvió a la acción el 19 de agosto en el episodio de WWE Main Event, haciendo equipo con Diego y perdiendo ante Slater-Gator (Heath Slater y Titus O'Neil). En la edición del 9 de septiembre en Main Event Los Matadores se enfrentaron a los NXT Tag Team Champions The Ascension, saliendo derrotados. El 10 de octubre en el 15º aniversario de Smackdown formó parte del equipo de Theodore Long que derrotó al equipo de John Laurinaitis. En Survivor Series se enfrentaron a The Usos, Gold & Stardust y The Miz & Damien Mizdow por el Campeonato en Parejas, pero ganaron estos últimos.

#### 2015-2016
El 9 de marzo cambiaron a heel tras derrotar a The Usos por una distracción de El Torito. En WrestleMania 31, Los Matadores se enfrentaron a Tyson Kidd & Cesaro, The Usos y The New Day por los Campeonatos en Parejas, pero no lograron ganar.  En Elimination Chamber tuvieron otra oportunidad por los títulos en parejas, pero perdieron. En SummerSlam lucharon en un Fatal 4-Way Match por los Campeonatos en Parejas, siendo The New Day los ganadores. El 7 de septiembre en Raw, fueron derrotados por The Dudley Boyz y tras la lucha atacaron a El Torito. Tras esto, dejaron de aparecer en televisión. 
El 4 de abril salió una promo de ellos como Primo & Epico, retomando sus antiguos gimmicks y dando por terminado los de Los Matadores. Hicieron su regreso el 16 de mayo en Raw, llamados The Shining Stars, derrotando a unos jobbers. Durante las siguientes semanas, hicieron varias promos sobre Puerto Rico. El 19 de julio, debido al Draft, fueron llevados a Raw. El 22 de agosto aparecieron interrumpiendo la despedida de The Dudley Boyz, pero terminaron siendo atacados por ellos. El 5 de septiembre, derrotaron a Enzo Amore y Big Cass comenzando un pequeño feudo con ellos. En Survivor Series formaron parte de la lucha a eliminación de equipos derrotando al Team Smackdown.

#### 2017-2020
En WrestleMania 33 participó en el Andre The Giant Memorial Battle Royal, pero fue eliminado por Sami Zayn. El 11 de abril, debido al Superstars Shake-Up Primo y Epico fueron llevados a Smackdown, donde empezaron a llamarse "The Colons" y atacaron a American Alpha (Chad Gable y Jason Jordan).  La semana siguiente derrotaron a American Alpha vía pinfall. El 25 de abril volvieron a enfrentarse en un Beat The Clock Challenge, pero fueron derrotados. En Money in the Bank fueron derrotados por Zack Ryder y Mojo Rawley. En noviembre sufrió una lesión en el hombro, sometiéndose a una cirugía. 
Hizo su regreso el 28 de agosto en Smackdown, participando junto a Primo en un Triple-Treath Tag Match contra Luke Gallows & Karl Anderson y Cesaro & Sheamus, pero ganaron estos últimos. En Survivor Series participaron en la lucha tradicional de equipos contra el Team Raw, aunque ellos fueron eliminados, su equipo salió victorioso.
Fue dejado en libertad en abril de 2020 junto a otros luchadores incluyendo Primo Colón, tras el cierre parcial por la pandemia de COVID-19.

### Regreso a WWC (2019-2021)
Mientras permanecen bajo contrato con la WWE, Primo y Epico han regresado a WWC para ayudar a su padre a revivir la federación. El 15 de abril de 2020, la WWE lanzó oficialmente Primo y Epico.

## En lucha
- Movimientos finales
- Como Fernando
  - Doble knee facebuster
  - Orlando's Magic (Swinging leg hook fireman's carry slam) - Circuito independiente
  - Back Stabber (Double knee backbreaker)
- Movimientos de firma
  - Dropkick

## Vida personal
Colón es el sobrino del famoso luchador portorriqueño Carlos Colón, siendo miembro de la familia Colón.  también han estado implicados en el Consejo Mundial de Lucha, incluyendo su padre José Colón y primos Carly Colón, Eddie Colón y Stacy Colón (hija de Carlos Colon) que ha estado implicada en varios ángulos dentro de la compañía.

## Campeonatos y logros
- Florida Championship Wrestling/FCW
  - FCW Florida Tag Team Championship (2 veces) - con Hunico

- World Wrestling Council/WWC
  - WWC Universal Heavyweight Championship (1 vez)
  - WWC Puerto Rico Heavyweight Championship (5 veces)

- World Wrestling Entertainment/WWE
  - WWE Tag Team Championship (1 vez) - con Primo

- Pro Wrestling Illustrated
  - Situado en el Nº346 en los PWI 500 de 2010[1]
  - Situado en el Nº287 en los PWI 500 de 2011[2]
  - Situado en el Nº76 en los PWI 500 de 2012[3]